# Basket-ball aux Jeux olympiques d'été de 2020
Navigation
Rio 2016 Paris 2024
Les compétitions de basket-ball des Jeux olympiques d'été de 2020 organisés à Tokyo (Japon), doivent se dérouler du 24 juillet au 8 août 2021. Pour la première fois, des épreuves de basket-ball à trois (3×3) sont au programme olympique.
Dans le tournoi masculin, les États-Unis, menés par Kevin Durant, affrontent la France en finale, et remportent leur seizième titre olympique, le quatrième consécutif. La France s'adjuge sa troisième médaille d’argent après 1948 et 2000, et l’Australie prend la médaille de bronze. Dans le tournoi féminin, Sue Bird et Diana Taurasi établissent un record tous sexes confondus en gagnant leur cinquième médaille d’or aux Jeux. L’équipe des États-Unis s’impose en finale face au Japon pour une neuvième médaille d’or en douze éditions olympiques du basket-ball féminin depuis 1976. La France, battue par le Japon en demi-finale, prend la médaille de bronze en dominant la Serbie. 
La Lettonie chez les hommes et les États-Unis chez les femmes gagnent les deux médailles d’or de la nouvelle discipline inscrite au programme des Jeux : le basket-ball 3×3. 

## Format de la compétition
Quatre tournois sont organisés : le basket-ball « classique » à cinq, le basket-ball à trois, chez les hommes et chez les femmes.

## Basket-ball

### Qualifications

#### Tournoi masculin
Pour le tournoi de basket-ball masculin, la coupe du monde 2019 a attribué sept places, aux équipes les mieux classées de chaque continent. Les quatre places restantes seront décernées via des tournois de qualification. Le Japon est automatiquement qualifié en tant que pays organisateur.
| Compétition                         | Compétition                         | Date                              | Lieu     | Places | Qualifiés            |
| ----------------------------------- | ----------------------------------- | --------------------------------- | -------- | ------ | -------------------- |
| Pays organisateur                   | Pays organisateur                   | -                                 | -        | 1      | Japon                |
| Coupe du monde 2019                 | Afrique                             | 31 août - 15 septembre 2019       | Chine    | 1      | Nigeria              |
| Coupe du monde 2019                 | Amériques                           | 31 août - 15 septembre 2019       | Chine    | 2      | États-Unis Argentine |
| Coupe du monde 2019                 | Asie                                | 31 août - 15 septembre 2019       | Chine    | 1      | Iran                 |
| Coupe du monde 2019                 | Europe                              | 31 août - 15 septembre 2019       | Chine    | 2      | France Espagne       |
| Coupe du monde 2019                 | Océanie                             | 31 août - 15 septembre 2019       | Chine    | 1      | Australie            |
| Tournois de qualification olympique | Tournois de qualification olympique | du 29 juin 2021 au 4 juillet 2021 | Victoria | 1      | Tchéquie             |
| Tournois de qualification olympique | Tournois de qualification olympique | du 29 juin 2021 au 4 juillet 2021 | Split    | 1      | Allemagne            |
| Tournois de qualification olympique | Tournois de qualification olympique | du 29 juin 2021 au 4 juillet 2021 | Kaunas   | 1      | Slovénie             |
| Tournois de qualification olympique | Tournois de qualification olympique | du 29 juin 2021 au 4 juillet 2021 | Belgrade | 1      | Italie               |
| Total                               | Total                               |                                   |          | 12     |                      |

#### Tournoi féminin
Pour le tournoi de basket-ball féminin, le Japon (pays organisateur) et le vainqueur de la Coupe du monde 2018 sont automatiquement qualifiés. Les dix places restantes ont été distribuées à l'issue de quatre tournois de qualification.
| Compétition                         | Date                   | Lieu     | Places | Qualifiés                                 |
| ----------------------------------- | ---------------------- | -------- | ------ | ----------------------------------------- |
| Pays organisateur                   | -                      | -        | 1      | Japon                                     |
| Coupe du monde 2018                 | 22 - 30 septembre 2018 | Espagne  | 1      | États-Unis                                |
| Tournois de qualification olympique | du 6 au 9 février 2020 | Ostende  | 2      | Canada Belgique                           |
| Tournois de qualification olympique | du 6 au 9 février 2020 | Bourges  | 3      | France Australie Porto Rico               |
| Tournois de qualification olympique | du 6 au 9 février 2020 | Belgrade | 5      | Nigeria Chine Espagne Corée du Sud Serbie |
| Total                               |                        |          | 12     |                                           |

### Compétition
Les douze équipes qualifiées sont réparties en trois groupes de quatre. Les équipes terminant aux deux premières places de chaque groupe ainsi que les deux meilleurs troisièmes sont qualifiées pour le tournoi final à élimination directe.

#### Calendrier des épreuves
| P | Premier tour | ¼ | Quarts de finale | ½ | Demi-finales | F | Finales |

| Compétition↓/Date → | 25 | 26 | 27 | 28 | 29 | 30 | 31 | 1 | 2 | 3 | 4 | 5 | 6 | 7 | 8 |
| ------------------- | -- | -- | -- | -- | -- | -- | -- | - | - | - | - | - | - | - | - |
| Hommes              | P  | P  |    | P  | P  |    | P  | P |   | ¼ |   | ½ |   | F |   |
| Femmes              |    | P  | P  |    | P  | P  |    | P | P |   | ¼ |   | ½ | F | F |

#### Tournoi masculin

##### Premier tour
| Groupe A   | Groupe B  | Groupe C  |
| ---------- | --------- | --------- |
| Iran       | Australie | Argentine |
| France     | Allemagne | Japon     |
| États-Unis | Italie    | Espagne   |
| Tchéquie   | Nigeria   | Slovénie  |

##### Phase finale
|  | Quarts de finale | Quarts de finale |                            |                            | Demi-finales           | Demi-finales           |    |  | Finale                     | Finale                     |
|  | Quarts de finale | Quarts de finale |                            |                            | Demi-finales           | Demi-finales           |    |  | Finale                     | Finale                     |
|  |                  |                  |                            |                            |                        |                        |    |  |                            |                            |
|  | 3 août           | 3 août           |                            |                            | 5 août                 | 5 août                 |    |  | 7 août à 11h30 (UTC+09:00) | 7 août à 11h30 (UTC+09:00) |
|  | 3 août           | 3 août           |                            |                            | 5 août                 | 5 août                 |    |  | 7 août à 11h30 (UTC+09:00) | 7 août à 11h30 (UTC+09:00) |
|  | [B2] Italie      | 75               |                            |                            | 5 août                 | 5 août                 |    |  | 7 août à 11h30 (UTC+09:00) | 7 août à 11h30 (UTC+09:00) |
|  | [B2] Italie      | 75               |                            |                            | 5 août                 | 5 août                 |    |  | 7 août à 11h30 (UTC+09:00) | 7 août à 11h30 (UTC+09:00) |
|  | [A1] France      | 84               |                            |                            | 5 août                 | 5 août                 |    |  | 7 août à 11h30 (UTC+09:00) | 7 août à 11h30 (UTC+09:00) |
|  | [A1] France      | 84               | France                     | 90                         |                        |                        |    |  | 7 août à 11h30 (UTC+09:00) | 7 août à 11h30 (UTC+09:00) |
|  | 3 août           |                  | France                     | 90                         |                        |                        |    |  | 7 août à 11h30 (UTC+09:00) | 7 août à 11h30 (UTC+09:00) |
|  |                  | Slovénie         | 89                         |                            |                        |                        |    |  | 7 août à 11h30 (UTC+09:00) | 7 août à 11h30 (UTC+09:00) |
|  | [C1] Slovénie    | Slovénie         | 89                         | 94                         |                        |                        |    |  | 7 août à 11h30 (UTC+09:00) | 7 août à 11h30 (UTC+09:00) |
|  | [C1] Slovénie    |                  |                            | 94                         |                        |                        |    |  | 7 août à 11h30 (UTC+09:00) | 7 août à 11h30 (UTC+09:00) |
|  | [B3] Allemagne   | 70               |                            |                            |                        |                        |    |  | 7 août à 11h30 (UTC+09:00) | 7 août à 11h30 (UTC+09:00) |
|  | [B3] Allemagne   | 70               | France                     | 82                         |                        |                        |    |  |                            |                            |
|  | 3 août           |                  | France                     | 82                         |                        |                        |    |  |                            |                            |
|  |                  | États-Unis       | 87                         |                            |                        |                        |    |  |                            |                            |
|  | [C2] Espagne     | États-Unis       | 87                         | 81                         |                        |                        |    |  |                            |                            |
|  | [C2] Espagne     | 5 août           |                            | 81                         |                        |                        |    |  |                            |                            |
|  | [A2] États-Unis  | 95               |                            |                            |                        |                        |    |  |                            |                            |
|  | [A2] États-Unis  | 95               | États-Unis                 | 97                         |                        |                        |    |  |                            |                            |
|  | 3 août           | 3 août           | États-Unis                 | 97                         | Match pour la 3e place | Match pour la 3e place |    |  |                            |                            |
|  | 3 août           | 3 août           |                            | Australie                  | Match pour la 3e place | Match pour la 3e place | 78 |  |                            |                            |
|  | [B1] Australie   | 97               | 7 août à 20h00 (UTC+09:00) | 7 août à 20h00 (UTC+09:00) |                        |                        | 78 |  |                            |                            |
|  | [B1] Australie   | 97               | 7 août à 20h00 (UTC+09:00) | 7 août à 20h00 (UTC+09:00) |                        |                        |    |  |                            |                            |
|  | [C3] Argentine   | 59               |                            | Slovénie                   | 93                     |                        |    |  |                            |                            |
|  | [C3] Argentine   | 59               |                            | Slovénie                   | 93                     |                        |    |  |                            |                            |
|  |                  |                  |                            |                            |                        |                        |    |  | Australie                  | 107                        |
|  |                  |                  |                            |                            |                        |                        |    |  | Australie                  | 107                        |

#### Tournoi féminin

##### Premier tour
| Groupe A     | Groupe B   | Groupe C   |
| ------------ | ---------- | ---------- |
| Corée du Sud | Nigeria    | Australie  |
| Serbie       | Japon      | Porto Rico |
| Canada       | France     | Chine      |
| Espagne      | États-Unis | Belgique   |

##### Phase finale
|  | Quarts de finale | Quarts de finale |                              |                              | Demi-finales           | Demi-finales           |    |  | Finale                       | Finale                       |
|  | Quarts de finale | Quarts de finale |                              |                              | Demi-finales           | Demi-finales           |    |  | Finale                       | Finale                       |
|  |                  |                  |                              |                              |                        |                        |    |  |                              |                              |
|  | 4 août           | 4 août           |                              |                              | 6 août                 | 6 août                 |    |  | 8 août à 11 h 30 (UTC+09:00) | 8 août à 11 h 30 (UTC+09:00) |
|  | 4 août           | 4 août           |                              |                              | 6 août                 | 6 août                 |    |  | 8 août à 11 h 30 (UTC+09:00) | 8 août à 11 h 30 (UTC+09:00) |
|  | [C3] Australie   | 55               |                              |                              | 6 août                 | 6 août                 |    |  | 8 août à 11 h 30 (UTC+09:00) | 8 août à 11 h 30 (UTC+09:00) |
|  | [C3] Australie   | 55               |                              |                              | 6 août                 | 6 août                 |    |  | 8 août à 11 h 30 (UTC+09:00) | 8 août à 11 h 30 (UTC+09:00) |
|  | [B1] États-Unis  | 79               |                              |                              | 6 août                 | 6 août                 |    |  | 8 août à 11 h 30 (UTC+09:00) | 8 août à 11 h 30 (UTC+09:00) |
|  | [B1] États-Unis  | 79               | États-Unis                   | 79                           |                        |                        |    |  | 8 août à 11 h 30 (UTC+09:00) | 8 août à 11 h 30 (UTC+09:00) |
|  | 4 août           |                  | États-Unis                   | 79                           |                        |                        |    |  | 8 août à 11 h 30 (UTC+09:00) | 8 août à 11 h 30 (UTC+09:00) |
|  |                  | Serbie           | 59                           |                              |                        |                        |    |  | 8 août à 11 h 30 (UTC+09:00) | 8 août à 11 h 30 (UTC+09:00) |
|  | [C1] Chine       | Serbie           | 59                           | 70                           |                        |                        |    |  | 8 août à 11 h 30 (UTC+09:00) | 8 août à 11 h 30 (UTC+09:00) |
|  | [C1] Chine       |                  |                              | 70                           |                        |                        |    |  | 8 août à 11 h 30 (UTC+09:00) | 8 août à 11 h 30 (UTC+09:00) |
|  | [A2] Serbie      | 77               |                              |                              |                        |                        |    |  | 8 août à 11 h 30 (UTC+09:00) | 8 août à 11 h 30 (UTC+09:00) |
|  | [A2] Serbie      | 77               | États-Unis                   | 90                           |                        |                        |    |  |                              |                              |
|  | 4 août           |                  | États-Unis                   | 90                           |                        |                        |    |  |                              |                              |
|  |                  | Japon            | 75                           |                              |                        |                        |    |  |                              |                              |
|  | [B2] Japon       | Japon            | 75                           | 86                           |                        |                        |    |  |                              |                              |
|  | [B2] Japon       | 6 août           |                              | 86                           |                        |                        |    |  |                              |                              |
|  | [C2] Belgique    | 85               |                              |                              |                        |                        |    |  |                              |                              |
|  | [C2] Belgique    | 85               | Japon                        | 87                           |                        |                        |    |  |                              |                              |
|  | 4 août           | 4 août           | Japon                        | 87                           | Match pour la 3e place | Match pour la 3e place |    |  |                              |                              |
|  | 4 août           | 4 août           |                              | France                       | Match pour la 3e place | Match pour la 3e place | 71 |  |                              |                              |
|  | [A1] Espagne     | 64               | 7 août à 16 h 00 (UTC+09:00) | 7 août à 16 h 00 (UTC+09:00) |                        |                        | 71 |  |                              |                              |
|  | [A1] Espagne     | 64               | 7 août à 16 h 00 (UTC+09:00) | 7 août à 16 h 00 (UTC+09:00) |                        |                        |    |  |                              |                              |
|  | [B3] France      | 67               |                              | Serbie                       | 76                     |                        |    |  |                              |                              |
|  | [B3] France      | 67               |                              | Serbie                       | 76                     |                        |    |  |                              |                              |
|  |                  |                  |                              |                              |                        |                        |    |  | France                       | 91                           |
|  |                  |                  |                              |                              |                        |                        |    |  | France                       | 91                           |

## Basket-ball à trois

### Qualifications

#### Tournoi masculin
La première édition du tournoi olympique masculin de 3×3 est programmée sur le site de l’Aomi Urban Sports Park à Tokyo du 25 au 29 juillet. Quatre équipes selon leur ranking (avec un maximum de deux formations par continent) : Russie, Chine, Japon et Serbie. Le tournoi pré-olympique regroupe 20 équipes du 18 au 22 mars 2020 en Inde et qualifiera trois équipes. La huitième équipe sélectionnée sera issue d'une compétition dite tournoi de qualification olympique de l’Universalité devant se disputer en avril à Budapest regroupant six équipes : les équipes en compétition sont les formations les mieux classées non qualifiées pour les Jeux Olympiques, qui n’ont pas été représentées au lors des deux dernières tournois olympiques de 5x5.
| Compétition                         | Places | Lieu     | Date              | Qualifiés                 |
| ----------------------------------- | ------ | -------- | ----------------- | ------------------------- |
| Pays organisateur                   | 1      | -        | -                 | Japon                     |
| Ranking                             | 4      | Japon    | 1er novembre 2019 | Russie Serbie Chine Japon |
| Tournoi de qualification olympique  | 3      | Autriche | 26-30 mai 2021    | Pologne Pays-Bas Lettonie |
| Tournoi olympique de l'universalité | 1      | Hongrie  | 4-6 juin 2021     | Belgique                  |
| Total                               | 8      |          |                   |                           |

#### Tournoi féminin
La première édition du tournoi olympique féminin de 3×3 est programmée sur le site de l’Aomi Urban Sports Park à Tokyo du 25 au 29 juillet. Quatre équipes selon leur ranking (avec un maximum de deux formations par continent) : Russie, Chine, Mongolie et Roumanie. En raison d'un mode de sélection particulier, valorisant le développement de la pratique plus que les meilleurs résultats dans les compétitions continentales ou mondiales, certaines sélections parmi les meilleures ne sont pas conviées à ce tournoi comme la sélection canadienne. Alors que Katherine Plouffe, Paige Crozon et Michelle Plouffe sont classées respectivement 4e, 7e et 11e joueuses mondiales, le classement de chaque nation a été établi en prenant en compte les 100 meilleures joueuses de chaque pays, diluant ainsi les performances des joueuses les mieux classées. Tout comme les Etats-Unis, La France devra elle passer par le tournoi de qualification pré-olympique, qui regroupe 20 équipes (dont l'Inde et le Japon, pays organisateurs) du 18 au 22 mars 2020 en Inde. La huitième équipe sélectionnée sera issue d'une compétition dite tournoi de qualification olympique de l’Universalité devant se disputer en avril à Budapest regroupant six équipes (dont le Japon s'il n'a pas remporté un des trois tickets en mars) : les équipes en compétition sont les formations les mieux classées non qualifiées pour les Jeux Olympiques, qui n’ont pas été représentées au lors des 2 dernières tournois des Jeux Olympiques de 5x5,,.
| Compétition                         | Places | Lieu     | Date              | Qualifiés                      |
| ----------------------------------- | ------ | -------- | ----------------- | ------------------------------ |
| Pays organisateur                   | 1      | -        | -                 | Japon                          |
| Ranking                             | 4      | Japon    | 1er novembre 2019 | Russie Mongolie Chine Roumanie |
| Tournoi de qualification olympique  | 3      | Autriche | 26-30 mai 2021    | États-Unis France Japon        |
| Tournoi olympique de l'universalité | 1      | Hongrie  | 4-6 juin 2021     | Italie                         |
| Total                               | 8      |          |                   |                                |

### Compétition

#### Calendrier des épreuves
| P | Premier tour | ¼ | Quarts de finale | ½ | Demi-finales | B | Match pour la médaille de bronze | F | Finales |

| Compétition↓/Date → | 24 | 25 | 26 | 27 | 27 | 28 | 28 | 28 |
| ------------------- | -- | -- | -- | -- | -- | -- | -- | -- |
| Hommes              | P  | P  | P  | P  | ¼  | ½  | B  | F  |
| Femmes              | P  | P  | P  | P  | ¼  | ½  | B  | F  |

#### Tournoi masculin
|  | Quarts de finale | Quarts de finale | Quarts de finale | Quarts de finale |                               |                               | Demi-finales                  | Demi-finales                  | Demi-finales | Demi-finales |        |        | Finale | Finale | Finale | Finale |
|  |                  |                  |                  |                  |                               |                               |                               |                               |              |              |        |        |        |        |        |        |
|  |                  |                  |                  |                  |                               |                               |                               |                               |              |              |        |        |        |        |        |        |
|  |                  |                  |                  |                  |                               |                               |                               |                               |              |              |        |        |        |        |        |        |
|  |                  |                  |                  |                  |                               |                               |                               |                               |              |              |        |        |        |        |        |        |
|  |                  |                  |                  |                  |                               |                               |                               |                               |              |              |        |        |        |        |        |        |
|  |                  |                  |                  |                  |                               |                               |                               |                               |              |              |        |        |        |        |        |        |
|  | 1er              | Serbie           | 10               | 10               |                               |                               |                               |                               |              |              |        |        |        |        |        |        |
|  | 1er              | Serbie           | 10               | 10               |                               |                               |                               |                               |              |              |        |        |        |        |        |        |
|  |                  |                  | 5e               | ROC              | 21                            | 21                            |                               |                               |              |              |        |        |        |        |        |        |
|  | 4e               | Pays-Bas         | 5e               | ROC              | 21                            | 21                            | 19                            | 19                            |              |              |        |        |        |        |        |        |
|  | 4e               | Pays-Bas         |                  |                  |                               |                               |                               | 19                            |              |              |        |        |        |        |        |        |
|  | 5e               | ROC              | 21               | 21               |                               |                               |                               |                               |              |              |        |        |        |        |        |        |
|  | 5e               | ROC              | 21               | 21               | ROC                           | ROC                           | 18                            | 18                            |              |              |        |        |        |        |        |        |
|  |                  |                  |                  |                  | ROC                           | ROC                           | 18                            | 18                            |              |              |        |        |        |        |        |        |
|  |                  |                  | Lettonie         | Lettonie         | 21                            | 21                            |                               |                               |              |              |        |        |        |        |        |        |
|  |                  |                  |                  |                  | 21                            | 21                            |                               |                               |              |              |        |        |        |        |        |        |
|  |                  |                  |                  |                  |                               |                               |                               |                               |              |              |        |        |        |        |        |        |
|  |                  |                  |                  |                  |                               |                               |                               |                               |              |              |        |        |        |        |        |        |
|  | 2e               | Belgique         | 8                | 8                | Match pour la troisième place | Match pour la troisième place | Match pour la troisième place | Match pour la troisième place |              |              |        |        |        |        |        |        |
|  | 2e               | Belgique         | 8                | 8                | Match pour la troisième place | Match pour la troisième place | Match pour la troisième place | Match pour la troisième place |              |              |        |        |        |        |        |        |
|  |                  |                  | 3e               | Lettonie         | 21                            | 21                            |                               |                               |              |              |        |        |        |        |        |        |
|  | 3e               | Lettonie         | 3e               | Lettonie         | 21                            | 21                            | 21                            | 21                            |              |              |        |        |        |        |        |        |
|  | 3e               | Lettonie         |                  |                  |                               |                               |                               | 21                            |              |              | Serbie | Serbie | 21     | 21     |        |        |
|  | 6e               | Japon            | 18               | 18               |                               |                               |                               |                               |              |              | Serbie | Serbie | 21     | 21     |        |        |
|  | 6e               | Japon            | 18               | 18               | Belgique                      | Belgique                      | 10                            | 10                            |              |              |        |        |        |        |        |        |
|  |                  |                  |                  |                  |                               |                               |                               |                               |              |              |        |        |        |        |        |        |

#### Tournoi féminin
|  | Quarts de finale | Quarts de finale | Quarts de finale | Quarts de finale |                               |                               | Demi-finales                  | Demi-finales                  | Demi-finales | Demi-finales |        |        | Finale | Finale | Finale | Finale |
|  |                  |                  |                  |                  |                               |                               |                               |                               |              |              |        |        |        |        |        |        |
|  |                  |                  |                  |                  |                               |                               |                               |                               |              |              |        |        |        |        |        |        |
|  |                  |                  |                  |                  |                               |                               |                               |                               |              |              |        |        |        |        |        |        |
|  |                  |                  |                  |                  |                               |                               |                               |                               |              |              |        |        |        |        |        |        |
|  |                  |                  |                  |                  |                               |                               |                               |                               |              |              |        |        |        |        |        |        |
|  |                  |                  |                  |                  |                               |                               |                               |                               |              |              |        |        |        |        |        |        |
|  | 1er              | États-Unis       | 18               | 18               |                               |                               |                               |                               |              |              |        |        |        |        |        |        |
|  | 1er              | États-Unis       | 18               | 18               |                               |                               |                               |                               |              |              |        |        |        |        |        |        |
|  |                  |                  | 5e               | France           | 16                            | 16                            |                               |                               |              |              |        |        |        |        |        |        |
|  | 4e               | Japon            | 5e               | France           | 16                            | 16                            | 14                            | 14                            |              |              |        |        |        |        |        |        |
|  | 4e               | Japon            |                  |                  |                               |                               |                               | 14                            |              |              |        |        |        |        |        |        |
|  | 5e               | France           | 16               | 16               |                               |                               |                               |                               |              |              |        |        |        |        |        |        |
|  | 5e               | France           | 16               | 16               | États-Unis                    | États-Unis                    | 18                            | 18                            |              |              |        |        |        |        |        |        |
|  |                  |                  |                  |                  | États-Unis                    | États-Unis                    | 18                            | 18                            |              |              |        |        |        |        |        |        |
|  |                  |                  | ROC              | ROC              | 15                            | 15                            |                               |                               |              |              |        |        |        |        |        |        |
|  |                  |                  |                  |                  | 15                            | 15                            |                               |                               |              |              |        |        |        |        |        |        |
|  |                  |                  |                  |                  |                               |                               |                               |                               |              |              |        |        |        |        |        |        |
|  |                  |                  |                  |                  |                               |                               |                               |                               |              |              |        |        |        |        |        |        |
|  | 2e               | ROC              | 21               | 21               | Match pour la troisième place | Match pour la troisième place | Match pour la troisième place | Match pour la troisième place |              |              |        |        |        |        |        |        |
|  | 2e               | ROC              | 21               | 21               | Match pour la troisième place | Match pour la troisième place | Match pour la troisième place | Match pour la troisième place |              |              |        |        |        |        |        |        |
|  |                  |                  | 3e               | Chine            | 14                            | 14                            |                               |                               |              |              |        |        |        |        |        |        |
|  | 3e               | Chine            | 3e               | Chine            | 14                            | 14                            | 19                            | 19                            |              |              |        |        |        |        |        |        |
|  | 3e               | Chine            |                  |                  |                               |                               |                               | 19                            |              |              | France | France | 14     | 14     |        |        |
|  | 6e               | Italie           | 13               | 13               |                               |                               |                               |                               |              |              | France | France | 14     | 14     |        |        |
|  | 6e               | Italie           | 13               | 13               | Chine                         | Chine                         | 16                            | 16                            |              |              |        |        |        |        |        |        |
|  |                  |                  |                  |                  |                               |                               |                               |                               |              |              |        |        |        |        |        |        |

## Résultats

### Podiums
| Épreuves         | Or | Argent | Bronze |
| Tournoi masculin | États-Unis Damian Lillard Jrue Holiday Keldon Johnson Zach LaVine Devin Booker Khris Middleton Kevin Durant Jerami Grant Jayson Tatum Draymond Green JaVale McGee Bam Adebayo        | France Andrew Albicy Thomas Heurtel Frank Ntilikina Nando de Colo Evan Fournier Nicolas Batum Timothé Luwawu-Cabarrot Guerschon Yabusele Petr Cornelie Moustapha Fall Rudy Gobert Vincent Poirier | Australie Patty Mills Matthew Dellavedova Nathan Sobey Dante Exum Chris Goulding Josh Green Matisse Thybulle Joe Ingles Aron Baynes Duop Reath Nick Kay Jock Landale                                     |
| Tournoi féminin  | États-Unis Jewell Loyd Skylar Diggins-Smith Sue Bird Ariel Atkins Chelsea Gray A'ja Wilson Breanna Stewart Napheesa Collier Diana Taurasi Sylvia Fowles Tina Charles Brittney Griner | Japon Moeko Nagaoka Maki Takada Naho Miyoshi Rui Machida Nako Motohashi Nanaka Todo Saki Hayashi Evelyn Mawuli Saori Miyazaki Yuki Miyazawa Himawari Akaho Monica Okoye                           | France Marine Fauthoux Nwal-Endéné Miyem Alexia Chartereau Sandrine Gruda Helena Ciak Sarah Michel Valériane Vukosavljević Iliana Rupert Gabby Williams Marine Johannès Alix Duchet Diandra Tchatchouang |

| Épreuves                 | Or                                                                 | Argent                                                                | Bronze                                                               |
| Tournoi masculin à trois | Lettonie Agnis Čavars Edgars Krūmiņš Kārlis Lasmanis Nauris Miezis | ROC Ilia Karpenkov Kirill Pisklov Stanislav Sharov Alexander Zuev     | Serbie Dušan Bulut Dejan Majstorović Aleksandar Ratkov Mihailo Vasić |
| Tournoi féminin à trois  | États-Unis Stefanie Dolson Allisha Gray Kelsey Plum Jackie Young   | ROC Ievguenia Frolkina Olga Frolkina Ioulia Kozik Anastasia Logounova | Chine Wan Jiyuan Wang Lili Yang Shuyu Zhang Zhiting                  |

### Tableau des médailles
| Rang  | Nation     | Or | Argent | Bronze | Total |
| ----- | ---------- | -- | ------ | ------ | ----- |
| 1     | États-Unis | 3  | 0      | 0      | 3     |
| 2     | Lettonie   | 1  | 0      | 0      | 1     |
| 3     | ROC        | 0  | 2      | 0      | 2     |
| 4     | France     | 0  | 1      | 1      | 2     |
| 5     | Japon      | 0  | 1      | 0      | 1     |
| 6     | Australie  | 0  | 0      | 1      | 1     |
| 6     | Serbie     | 0  | 0      | 1      | 1     |
| 6     | Chine      | 0  | 0      | 1      | 1     |
| Total | Total      | 4  | 4      | 4      | 12    |